# Klub Karuzela

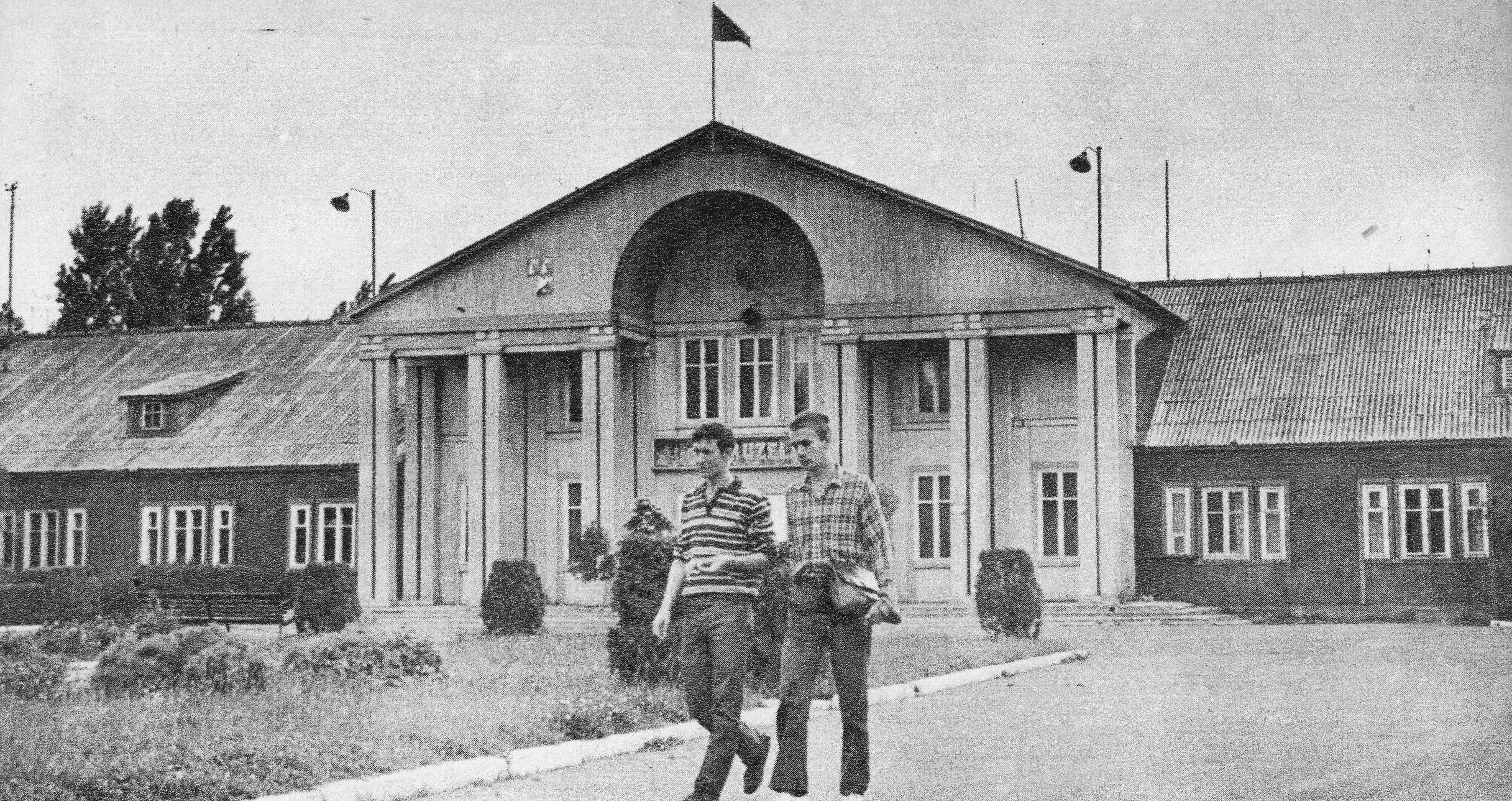
Budynek klubu Karuzela ok. 1971

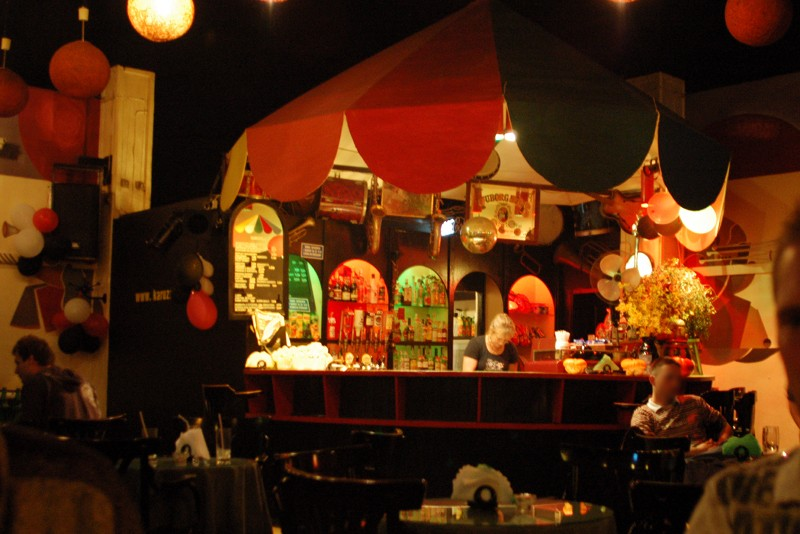
Bar w klubie Karuzela

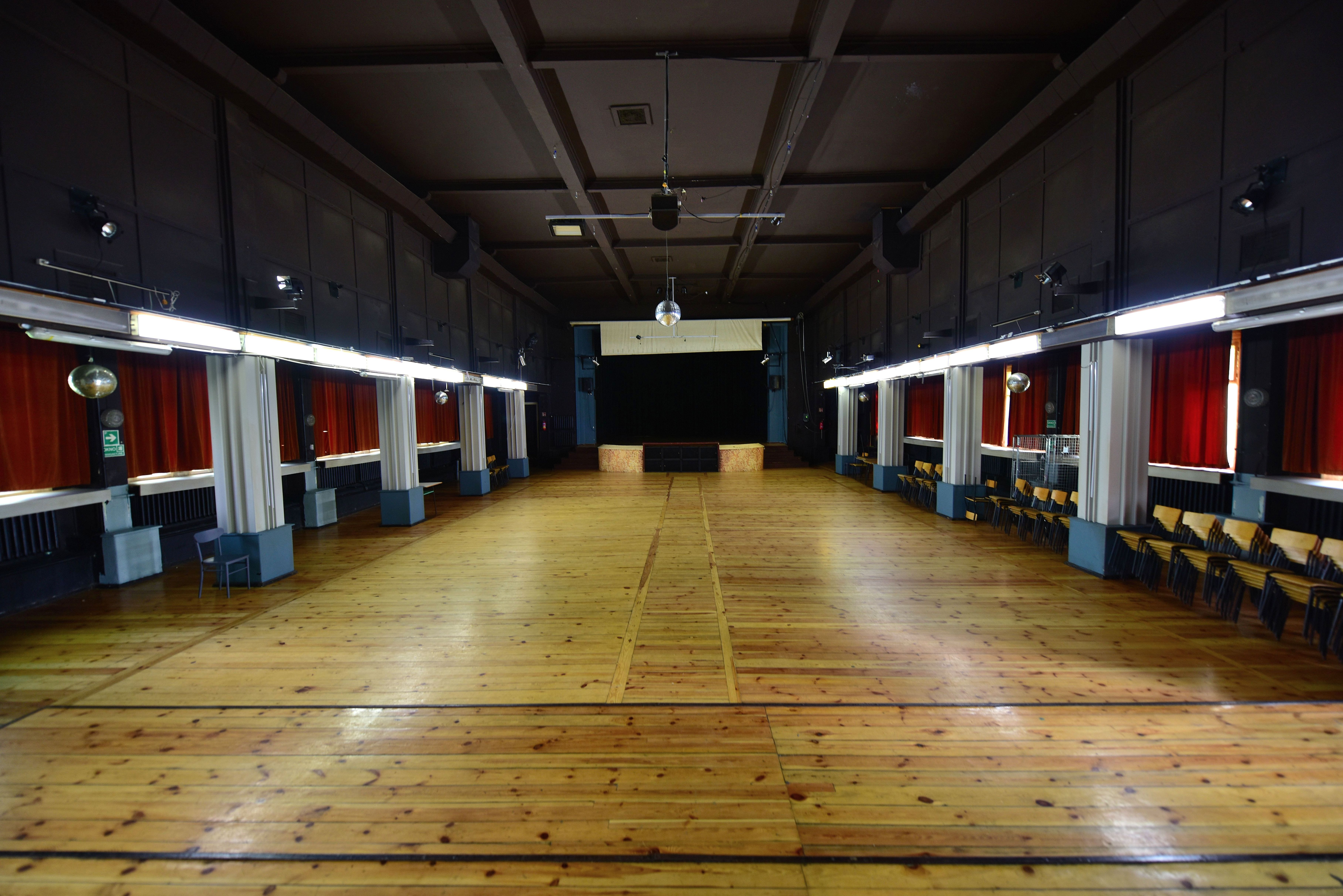
Wnętrze klubu

Klub Studencki Karuzela – warszawski klub studencki znajdujący się na osiedlu Przyjaźń, przy ul. Stanisława Konarskiego 85, w dzielnicy Bemowo. Został zamknięty w 2021 roku.

## Historia
W latach 1952–1955 teren osiedla Przyjaźń, specjalnie dla nich wzniesionego, zamieszkiwali głównie radzieccy robotnicy i inżynierowie budujący Pałac Kultury i Nauki. W 1955 nastąpiło przekazanie wszystkich budynków warszawskim uczelniom na akademiki. Oprócz pobliskiego kina, działał tu też teatr w budynku zajętym później przez klub. Jak opisywała go ówczesna prasa:
... budowniczowie biją brawo polskim artystom, którzy ich tu odwiedzają, dając liczne koncerty i występy. Wieczorami odbywają się zajęcia kółek artystycznych: dramatu, recytacji, tańca, muzyki. Choreograf ustawia pary i uczy różnych tańców radzieckich...
W 1955 budynek przejęło Ministerstwo Edukacji Narodowej i powstał Centralny Klub Akademicki Karuzela. Oprócz referatów i dyskusji, odbywały się tu wieczorki taneczne i występy estradowe w soboty i niedziele. W latach 80. XX wieku dodatkowo były tam wyświetlane filmy, i trwa to nadal, pomimo upadku sąsiedniego kina na początku lat 90. Z klubem związana jest też cykliczna impreza tzw. Jelonkalia, czyli studenckie juwenalia na Jelonkach.
Klub podupadł w latach 90. W tym czasie ilość imprez wyraźnie uległa zmniejszeniu, a organizowane tu były różnorodne imprezy: koncert zespołu Fugazi, zawody w grach komputerowych i inne. Po 2000 wraz z ożywieniem się kulturalnym na Bemowie (cykliczne koncerty za bemowskim ratuszem, w 2006 otwarcie ośrodka kultury Art-Bem), klub znów wrócił do cyklicznych imprez – występów kabaretowych, festiwali, dyskotek i koncertów.
Od marca 2015 najemcą większości pomieszczeń klubu było Stowarzyszenie im. Jana Macieja Zembatego „Zgryz”.
W 2021 roku klub został zamknięty.